# Semargl
Semargl er i vendisk mytologi en hundegrif med ørnebagkrop og hundehoved. Semarglen menes at have sin oprindelse i den persiske simurgh.
| Mytologi | Spire Denne artikel om mytologi er en spire som bør udbygges. Du er velkommen til at hjælpe Wikipedia ved at udvide den. |